# إليزابيث شيرير
إليزابيث شيرير (بالألمانية: Elisabeth Scherer) هي ممثلة ألمانية، ولدت في 30 يوليو 1914 في كولونيا في ألمانيا، وتوفي بنفس المكان في 18 أبريل 2013.

## وصلات خارجية
- إليزابيث شيرير على موقع IMDb (الإنجليزية)
- إليزابيث شيرير على موقع ألو سيني (الفرنسية)
- إليزابيث شيرير على موقع ديسكوغز (الإنجليزية)
- إليزابيث شيرير على موقع قاعدة بيانات الفيلم (الإنجليزية)
- إليزابيث شيرير على موقع كينوبويسك (الروسية)